# ایوان اوانکوف
ایوان اوانکوف (به انگلیسی: Ivan Ivankov) ژیمناست زادهٔ ۱۰ آوریل ۱۹۷۵ میلادی اهل کشور بلاروس است.